# Lintlaw
Lintlaw es un pueblo canadiense situado en la provincia de Saskatchewan.

## Superficie
Lintlaw tiene una superficie de 1,24 km².

## Demografía
En 2021, tenía 150 habitantes, una densidad poblacional de 120,9 hab./km², y 94 viviendas.